# Island na Letních olympijských hrách 2000
Island se účastnil Letní olympiády 2000. Zastupovalo ho 18 sportovců (9 mužů a 9 žen) ve 5 sportech.

## Medailisté
| Medaile | Jméno            | Sport    | Soutěž           |
| ------- | ---------------- | -------- | ---------------- |
| Bronz   | Vala Flosadóttir | Atletika | Ženy skok o tyči |